# Peyriguère
Peyriguère é uma comuna francesa na região administrativa de Occitânia, no departamento dos Altos Pirenéus. Estende-se por uma área de 4,17 km². Em 2010 a comuna tinha 29 habitantes (densidade: 7 hab./km²).